# Occhi non soltanto per vedere
Occhi non soltanto per vedere (Eyes Do More Than See) è un racconto di fantascienza di Isaac Asimov pubblicato per la prima volta nel 1965 nel numero di aprile della rivista Magazine of Fantasy and Science Fiction.
Successivamente è stato incluso nell'antologia Antologia personale (Nightfall and Other Stories) del 1969.
È stato pubblicato varie volte in italiano a partire dal 1971, anche con i titoli Risveglio, Più che vedere e Gli occhi non vedono soltanto.
L’opera è stata candidata nel 1966 per il Premio Nebula per il miglior racconto breve

## Storia editoriale
Il racconto nacque nel 1964 su commissione della rivista Playboy. Un certo numero di scrittori fu contattato per creare un racconto basato su una foto raffigurante una testa di argilla grezza, senza orecchie. Le storie che vennero selezionate furono Playback di Arthur C. Clarke, Le ore dell'amore (Lovemaking) di Frederik Pohl e Divertitevi con la vostra nuova testa (Cephalatron, in seguito rititolato Fun with Your New Head) di Thomas Disch, che furono pubblicate nel numero di dicembre 1966. Playboy rifiutò il racconto di Asimov, quindi egli lo propose alla rivista Magazine of Fantasy and Science Fiction, che lo pubblicò nel numero di aprile del 1965..

## Trama
In un futuro molto lontano — è passato un milione di milioni di anni — gli uomini hanno abbandonato le loro forme fisiche ed esistono come entità di energia che abbracciano l'immensità dello spazio.
Due di queste entità, Ames e Brock, sono stanche delle competizioni artistiche basate sulla manipolazione dell'energia, e si trovano a discutere di una nuova idea che consiste nel creare oggetti basandosi sulla manipolazione di materia fisica. Discutendo, Ames crea una testa.
Brock, che una volta era una donna, comincia a ricordare dolorosamente del suo passato fisico, e di come una volta conoscesse l'amore. Aggiunge delle lacrime alla testa di Ames e poi fugge lontano. Ames, allo stesso modo, ricorda che una volta era stato un uomo e si gira per seguire Brock, e così facendo la forza del suo vortice rompe la testa.

## Edizioni

### Edizioni in inglese
- (EN) Isaac Azimov, The Magazine of Fantasy and Science Fiction, April 1965, in Mercury Press, Inc., I ed., Joseph W. Ferman, aprile 1965. [6]
- (EN) Isaac Azimov, 11th Annual Edition: The Year's Best, in Delacorte Press, I ed., Judith Merril, 1966. [7]
- (EN) Isaac Azimov, The Best from Fantasy and Science, in Doubleday, I ed., Edward L. Ferman, 13 maggio 1966. [8]
- (EN) Isaac Azimov, Beyond the Curtain of Dark, in Four Square Books, I ed., Peter Haining, ottobre 1966. [9]
- (EN) Isaac Azimov, The Best from Fantasy and Science Fiction: 15th Series, in Gollancz, I ed., Edward L. Ferman, 1967. [10]
- (EN) Isaac Azimov, 11th Annual Edition: The Year's Best, in Dell, I ed., Judith Merril, settembre 1967. [11]
- (EN) Isaac Azimov, Nightfall and Other Stories, in Doubleday, Doubleday Science Fiction I ed., Isaac Azimov, 1969. [12]
- (EN) Isaac Azimov, The Best from Fantasy and Science Fiction: Fifteenth Series, in Ace Books, I ed., Edward L. Ferman, 1969. [13]

### Edizioni in francese
- (FR) Isaac Azimov, Fiction # 139, in OPTA, I ed., Alain Dorémieux, giugno 1965. pubblicato con il titolo di Souvenir perdu opera di traduzione eseguita da più autori[14]